# Laureles Deportivos del Perú
Los Laureles Deportivos del Perú son la máxima recompensa honorífica que la nación confiere a quienes se han distinguido de manera excepcional en la práctica, labor o dirección del deporte.
Esta máxima distinción es entregada por el presidente del Perú en Palacio de Gobierno, en Lima, en una ceremonia oficial. Bajo la actual Ley de Promoción y Apoyo al Deporte (promulgada el 1 de marzo de 2004), también se reconoce esta mención a todas las personas que estén vinculadas al deporte nacional, incluyendo dirigentes, entrenadores, gerentes, etc.

## Condecoración

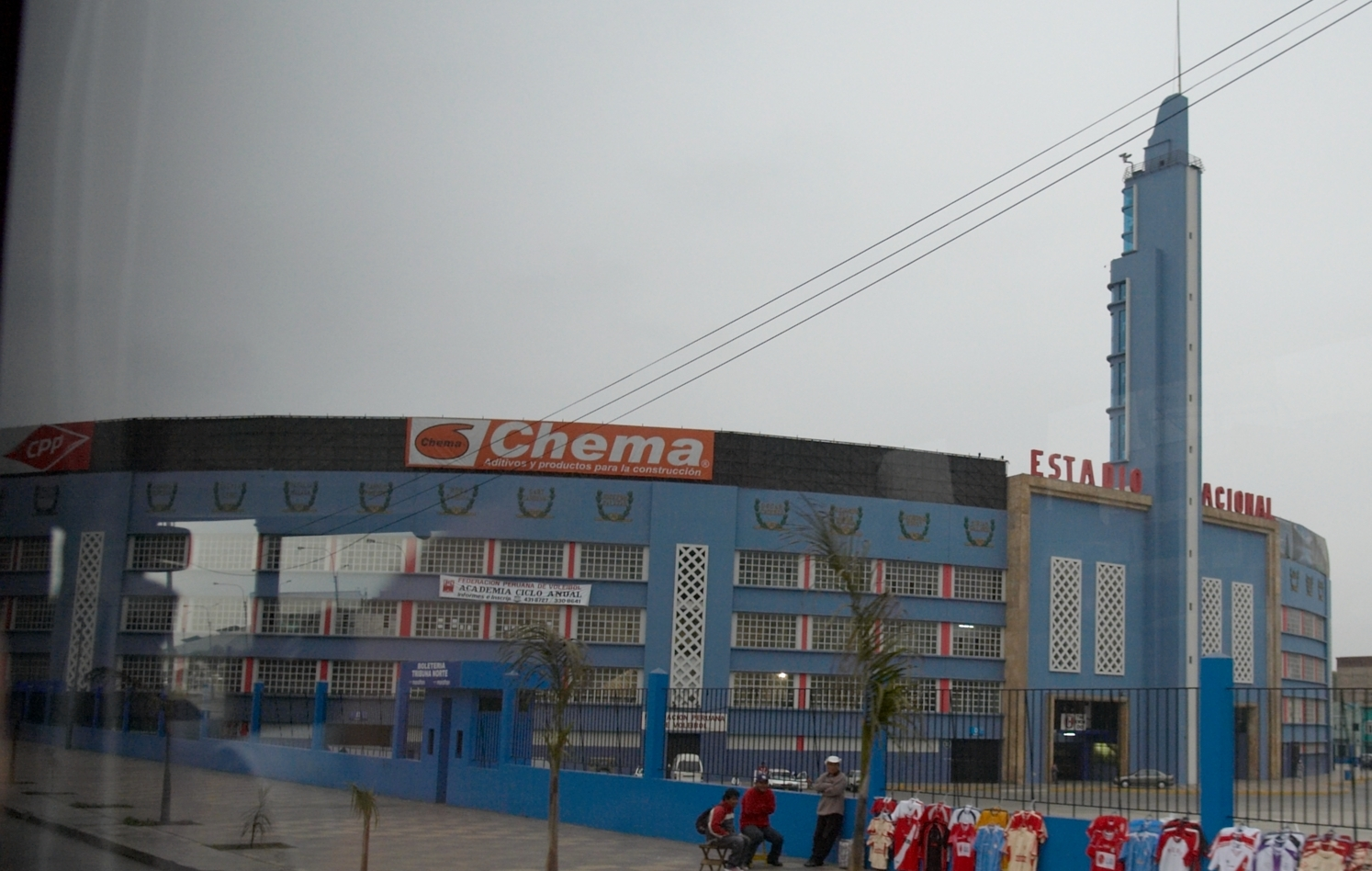
Laureles deportivos en el antiguo Estadio Nacional

La condecoración fue instaurada el 13 de octubre de 1949, bajo el gobierno de Manuel Odría. En aquel entonces, dicha distinción era entregada por el Consejo Nacional de Deportes (hoy, Instituto Peruano del Deporte). El otorgamiento de los Laureles Deportivos del Perú consiste en los siguientes estímulos: 
- Una medalla de reconocimiento que estará constituida por dos laureles entrelazados en forma elíptica, comprendiendo entre ellos el símbolo olímpico, es decir, los cinco círculos clásicos. En la parte inferior, bordeando al límite de la insignia, llevará la inscripción Laureles Deportivos del Perú.
- Un diploma de reconocimiento a la labor en la que ha sobresalido.
- La inscripción del nombre del condecorado en un lugar designado por la Presidencia del Instituto Peruano del Deporte (IPD). Normalmente, la fachada del Estadio Nacional.

## Grados

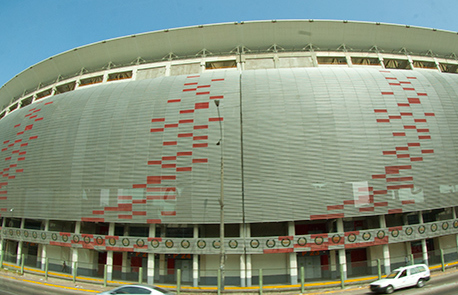
Laureles deportivos en el reformado Estadio Nacional

Los Laureles Deportivos del Perú comprenden en la actualidad los siguientes grados:
- Gran cruz: Reservada para deportistas que hayan obtenido un récord mundial, título de campeón mundial en la categoría de la más alta jerarquía, un récord olímpico o medalla de oro en los Juegos Olímpicos. Además, a dirigentes deportivos que tengan no menos de veinticinco años como tales.
- Gran oficial: Reservada para deportistas que, en mérito del párrafo anterior, hayan obtenido segundo o tercer lugar. Además, a dirigentes deportivos que tengan no menos de veinte años como tales.

## Lista de condecorados
La lista de laureles se ha visto ampliada en los últimos años, tanto por excepciones que se han realizado como por entrega a dirigentes deportivos. Tradicionalmente, los nombres de los laureados se inscribían en el Estadio Nacional en Lima; pero, luego de la remodelación del mismo, se decidió colocarlos en un lugar especial llamado Paseo de la Fama del Deporte. La decisión de cambiar de posición las inscripciones del Estadio Nacional obedeció a motivos estéticos, según Arturo Woodman, entonces presidente del IPD.